# Акфред (герцог Аквитании)
Акфред (фр. Acfred; умер в 927) — герцог Аквитании, граф Оверни, Макона и Буржа с 926. Сын Акфреда I, графа Каркассона и Разе, и Аделинды, дочери Бернара Плантвелю. Представитель династии Беллонидов.

## Биография
Во время правления своего брата, герцога Гильома II Молодого, Акфред был графом Веле, Жеводана, и, вероятно, также аббатом Сен-Жюльена в Бриуде. В ходе войны его брата с королём Франции Раулем, Акфред оккупировал Невер, временно управляемый Гербертом II, графом де Вермандуа.
Акфред стал герцогом Аквитании в 926 году после смерти брата Гильома II, но умер через год. О его браке или потомстве ничего не известно. Аквитанским герцогством завладел граф Пуатье Эбль.